# ديفيد بيلدن ليمان
ديفيد بيلدن ليمان (بالإنجليزية: David Belden Lyman)‏ هو مبشر أمريكي، ولد في 28 يوليو 1803 في هارتفورد في الولايات المتحدة، وتوفي في 4 أكتوبر 1884 في هيلو في الولايات المتحدة.